# Візентау
Візентау (нім. Wiesenthau) — громада в Німеччині, розташована в землі Баварія. Підпорядковується адміністративному округу Верхня Франконія. Входить до складу району Форхгайм. Складова частина об'єднання громад Госберг.
Площа — 6,41 км2. Населення становить 1597 ос. (станом на 31 грудня 2020).